# Societat Coral Perla Agustinenca
Societat Coral Perla Agustinenca va ser fundada el 1879 a partir de l'escissió de la prestigiosa Colla del Born, creada per Sebastià Junyent i Comas, amic personal de Josep Anselm Clavé. Inicialment va ser un cor exclusiu per homes i no es va transformar en mixt fins al 1987, sota la batuta del mestre Josep Guinart. Actualment en formen part 23 membres i forma part de la Federació de Cors de Clavé.
Integrada a la Federació de Cors de Clavé des dels seus inicis, ha participat en esdeveniments que han marcat la història de Barcelona, com ara les exposicions universals de 1888 i 1929, els Jocs Olímpics de 1992 o el més recent Any Clavé (1999). La Societat ha guanyat premis en moltes trobades corals, ha participat en grans manifestacions culturals d'arreu de l'Estat espanyol, així com en accions solidàries, com la recollida de regals de Reis pels nens més desfavorits, la col·lecta pels afectats en el gran incendi del barri de la Ribera de 1952, etc.
Entre els directors de la coral cal destacar Jaume Brotat (1935), el seu fill Joan, que va ser substituït per malaltia el 1953, pel mestre Planes, i Josep Guitart (1959), un dels més recordats. Des de 1998 Jordi Gargallo n'és el director.
El nom de la coral és un homenatge a la dona que va acollir els fundadors a casa seva durant la primera època, raó per la qual tots els veïns del barri de Sant Agustí la consideraven una veritable «perla». Durant la seva llarga història, la Societat Coral ha hagut de canviar diverses vegades d'hostatge, des del carrer Jaume Giralt a l'actual seu al Centre Sant Pere Apòstol (Sant Pere més Alt), passant per espais com La Granota, al carrer Mercader, on va ser-hi durant molts anys fins que la Telefónica s'hi va instal·lar, o la Cooperativa Obrera Segle XX de la Barceloneta. El 2005 va rebre la Medalla d'Honor de Barcelona.